# دراغان ستيفانوفيتش
دراغان ستيفانوفيتش هو لاعب كرة قدم صربي في مركز الهجوم، ولد في 16 أغسطس 1971 في بلغراد في صربيا. لعب مع النجم الأحمر بلغراد وراد بيوغراد ونادي أبولون سميرني ونادي بارتيزان ونادي سانت باولي ونادي فولفسبورغ.

## وصلات خارجية
- دراغان ستيفانوفيتش على موقع قاعدة بيانات كرة القدم.إي يو (الإنجليزية)
- دراغان ستيفانوفيتش على موقع بيانات كرة القدم. دي إي (الألمانية)
- دراغان ستيفانوفيتش على موقع عالم كرة القدم.نت (الإنجليزية)